# Ribnica (Kraljevo)
Ribnica (em cirílico: Рибница) é uma vila da Sérvia localizada no município de Kraljevo, pertencente ao distrito de Ráscia, na região de Zapadno Pomoravlje. A sua população era de 1611 habitantes segundo o censo de 2011.

## Demografia
| 1948 | 1953 | 1961 | 1971 | 1981 | 1991 | 2002 | 2011 |
| ---- | ---- | ---- | ---- | ---- | ---- | ---- | ---- |
| 1754 | 2180 | 4079 | 8424 | 2345 | 2712 | 2779 | 1611 |